# Lac Tshinene
Le lac Tshinene est un lac de la province du Nord-Est du territoire de Kanyama dans la province du Katanga en République démocratique du Congo.